# No Way Out (2008)
Pour les articles homonymes, voir No Way Out.
L’édition 2008 de No Way Out est une manifestation de catch (lutte professionnelle) télédiffusée et visible uniquement en paiement à la séance. L'événement, produit par la World Wrestling Entertainment (WWE), a eu lieu le 17 février 2008 dans la salle omnisports Thomas & Mack Center à Paradise, dans le Nevada,. Il s'agit de la dixième édition de No Way Out, pay-per-view. Jeff Hardy est la vedette de l'affiche officielle.
Six matchs, dont trois mettant en jeu les titres de la fédération, ont été programmés. Chacun d'entre eux est déterminé par des storylines rédigées par les scénaristes de la WWE ; soit par des rivalités survenues avant le pay-per-view, soit par des matchs de qualification en cas de rencontre pour un championnat. L'événement a mis en vedette les catcheurs des divisions Raw et SmackDown, créées en 2002 lors de la séparation du personnel de la WWE en deux promotions distinctes.
Le main event de la soirée est un Elimation Chamber match, match sans disqualification pour devenir l'aspirant no 1 pour le championnat de la WWE, dans lequel un catcheur doit être le seul restant dans la cage. Umaga, JBL, Shawn Michaels, Triple H, Jeff Hardy et Chris Jericho sont les participants de ce match. C'est HHH qui l'emporte en éliminant Hardy en dernier. Le match pour le championnat du monde poids-lourd a vu s'affronter Edge et Rey Mysterio. C'est Edge qui gagne après un Spear dans les airs. Enfin, le WWE Championship détenu par Randy Orton a été mis en jeu dans un match simple contre John Cena qui a effectué son retour un mois plus tôt, lors du Royal Rumble (2008). Randy Orton se disqualifie volontairement en donnant une claque à l'arbitre, et ce, afin de conserver son titre.
Durant le show, un premier Elimination Chamber match pour devenir l'aspirant no 1 pour le championnat du monde poids-lourd. The Undertaker, Big Daddy V, Finlay, Batista, The Great Khali et Montel Vontavious Porter. Le match fut remporté par Undertaker qui élimine Batista en dernier,.
C'est le jeu Frontlines: Fuel of War de THQ qui sert de sponsor à l'événement. Le show a fait vendre 329,000 billets, plus que NWO 2007 qui était de 218,000.

## Contexte
Les spectacles de la World Wrestling Entertainment en paiement à la séance sont constitués de matchs aux résultats prédéterminés par les scénaristes de la WWE. Ces rencontres sont justifiées par des storylines — une rivalité avec un catcheur, la plupart du temps — ou par des qualifications survenues dans les émissions de la WWE telles que Raw, SmackDown et Superstars. Tous les catcheurs possèdent un gimmick, c'est-à-dire qu'ils incarnent un personnage gentil ou méchant, qui évolue au fil des rencontres. Un pay-per-view comme No Way Out est donc un événement tournant pour les différentes storylines en cours.

### Randy Orton contre John Cena
La rivalité (feud) prédominante de la division Raw était celle entre Randy Orton et John Cena pour le championnat de la WWE. Au Royal Rumble, Cena fait son retour lors du traditionnel 30-man Royal Rumble match en entrant en 30e position et gagne le match en éliminant Triple H,. La nuit suivante à Raw, Cena rappelle qu'il a été blessé et que les médecins lui ont conseillé 12 mois de convalescence. Cena défit alors Orton pour le titre, dès ce soir. Orton arrive et liste ses derniers adversaires, qu'il a tous battu. John Cena dit qu'il ne veut pas attendre WrestleMania pour le battre, et demande par la suite un match à No Way Out. Plus tard dans la soirée, Orton et JBL affrontent Jeff Hardy et Chris Jericho. Après le match, Cena arrive et effectue son FU. Le 4 février, la signature de contrat pour le match a eu lieu, Orton organise un match de bras de fer contre Mark Henry. À la suite de cela, Henry se positionne aux abords du ring, tandis qu'Orton surprend Cena avec son RKO. Dans la soirée, il ne gagne pas contre Henry à la suite d'une attaque d'Orton, mais lui effectue son FU. Le 11 février, Cena bat Henry tendis qu'Orton était aux commentaires.

### Rey Mysterio contre Edge
La rivalité (feud) prédominante de la division SmackDown était celle entre Edge et Rey Mysterio pour le championnat du monde poids-lourd. Au Royal Rumble, Edge bat Rey Mysterio. Le 1er février, Theodore Long a annoncé un match revanche entre les deux à No Way Out. Dans la soirée, Rey Mysterio et CM Punk battent Edge et Chavo Guerrero. Le 8 février, un "Cutting Edge" avec comme invitée spéciale, la Manager General Vickie Guerrero, est organisé. Edge demande des excuses de Rey à Vickie pour ce qu'il s'est passé au Royal Rumble. Alors que Rey se présentait, elle le gifle à plusieurs reprises en lui disant qu'elle en marre de ses excuses. Rey est ensuite attaqué par Edge, il prit l’avantage et allait lui faire son 619, Edge se dégage et part cherche une chaise, mais Rey lui fait un Dropkick suivi d'un 619 et d'un West Coast Pop. Il prit le micro, et dit à Vickie qu'il était désolé. Le 15 février, un décor de Saint-Valentin est présenté avec Edge, et demande en mariage Vickie. Rey arrive et les félicite en disant que Vickie était la honte de la famille Guerrero. Edge attaque Rey mais ce dernier lui fait un 619 avant de tenter un West Coast Pop, mais Edge l'évite et Rey atterrit sur Vickie qui était en chaise roulante.

### CM Punk contre Chavo Guerrero
La rivalité (feud) prédominante de la division ECW était celle entre Chavo Guerrero et CM Punk pour le championnat de l'ECW. Le 22 janvier, Guerrero a remporté le titre grâce à une intervention de Edge. La semaine suivante, Punk, habillé en musicien mexicain, attaque Chavo alors que celui-ci célébrait sa victoire. Le 5 février, Punk a demandé un match revanche pour le titre. Guerrero accepte le défi. Dans la même nuit, Armando Estrada a organisé un Gulf of Mexico Match, remporté par Punk.

### Ric Flair contre Mr. Kennedy
Un match entre Mr. Kennedy et Ric Flair est organisé pour l'événement, si Flair perd, il doit prendre sa retraite. Le 4 février à Raw, Kennedy bat Super Crazy, après le match, Kennedy propose à Flair de perdre par forfait. Le 11 février, le Nature Boy se confronta à Kennedy, il dit que ce dernier ne lui arrivera jamais à la cheville. Par la suite, Kennedy attaque la jambe de Flair.

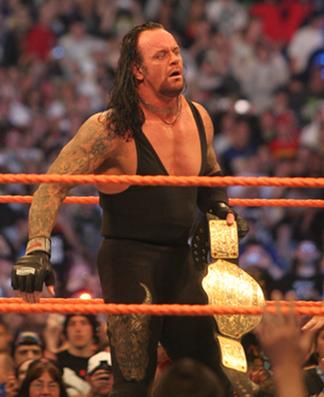
Undertaker devient aspirant pour le World Heavyweight Championship.

## Déroulement du spectacle
Généralement, avant qu'un spectacle de catch ne démarre, la fédération organisatrice met en place un ou plusieurs matchs non télévisés destinés à chauffer le public. Kane a battu Shelton Benjamin.

### Match préliminaires
Le premier match de la soirée a vu s'opposer CM Punk au champion de l'ECW, Chavo Guerrero. Un coup de pied dès le départ de la part du challenger. Chavo éjecte Punk en dehors du ring et travaille sur le dos de son adversaire. Punk fait alors un Body slam pour le compte de 2. Chavo contre une tentative de Go to Sleep par un Hurricanrana. Le champion porte une Tornado DDT pour le compte de 2. CM Punk porte un Bulldog. Punk rejette Chavo et ce dernier lui fait un Frog splash pour remporter le match et conserver son titre.

### Tableau des résultats
| #                                                                | Match                                                                                      | Stipulation | Durée |
| ---------------------------------------------------------------- | ------------------------------------------------------------------------------------------ | --- | ----- |
| Dark                                                             | Kane bat Shelton Benjamin                                                                  | Match Simple | 5:32  |
| 1                                                                | Chavo Guerrero (c) bat CM Punk                                                             | Match Simple pour l'ECW Championship                                                                                          | 7:06  |
| 2                                                                | The Undertaker bat Batista, The Great Khali, Finlay, MVP et Big Daddy V                    | Elimination Chamber Match. Le vainqueur a le droit à une chance pour le Championnat du monde poids-lourds à WrestleMania XXIV | 29:28 |
| 3                                                                | Ric Flair bat Mr. Kennedy                                                                  | Match Simple | 7:13  |
| 4                                                                | Edge (c) bat Rey Mysterio                                                                  | Match Simple pour le World Heavyweight Championship                                                                           | 5:27  |
| 5                                                                | John Cena bat Randy Orton (c) par disqualification après que ce dernier a giflé l'arbitre. | Match Simple pour le WWE Championship                                                                                         | 15:51 |
| 6                                                                | Triple H bat Umaga, Shawn Michaels, Chris Jericho, JBL et Jeff Hardy                       | Elimination Chamber Match. Le vainqueur a le droit à un match pour le championnat de la WWE à WrestleMania XXIV.              | 23:54 |
| (c) désigne le(s) champion(s) défendant son titre dans le match. |                                                                                            | |       |

#### Détails desElimination Chamber matchs
| Elimination # | Lutteur                  | Entrée | Éliminé par | Manière                                           | Temps |
| ------------- | ------------------------ | ------ | ----------- | ------------------------------------------------- | ----- |
| 1             | Big Daddy V              | 3      | Batista     | Spinebuster et DDT d'Undertaker sur le sol en fer | 9:07  |
| 2             | The Great Khali          | 4      | Undertaker  | Hell's Gate                                       | 12:38 |
| 3             | Montel Vontavious Porter | 6      | Finlay      | Chokeslam de l'Undertaker du haut d'une cellule   | 22:31 |
| 4             | Finlay                   | 5      | Undertaker  | Chokeslam sur le sol en fer                       | 24:11 |
| 5             | Batista                  | 2      | Undertaker  | Tombstone Piledriver                              | 29:28 |
| Vainqueur     | The Undertaker           | 1      |             |                                                   |       |

| Elimination # | Lutteur        | Entrée | Éliminé par   | Manière                                                                        | Temps |
| ------------- | -------------- | ------ | ------------- | ------------------------------------------------------------------------------ | ----- |
| 1             | JBL            | 4      | Chris Jericho | Codebreaker                                                                    | 13:44 |
| 2             | Umaga          | 3      | Chris Jericho | Sweet Chin Music, Codebreaker, Pedigree et Swanton Bomb du haut d'une cellule. | 19:45 |
| 3             | Chris Jericho  | 2      | Jeff Hardy    | Sweet Chin Music                                                               | 19:57 |
| 4             | Shawn Michaels | 1      | Triple H      | Twist Of Fate et Pedigree                                                      | 20:25 |
| 5             | Jeff Hardy     | 6      | Triple H      | Pedigree sur une chaise                                                        | 23:54 |
| Vainqueur     | Triple H       | 5      |               |                                                                                |       |

### Conséquences
Lors du RAW du 18 février, John Cena a demandé un match revanche pour le championnat de la WWE. Le manager général de RAW, William Regal, a organisé un match qui n'est pas pour le titre plus tard dans la soirée entre Cena et Randy Orton, si Cena gagne, il sera inclus dans le match entre Orton et Triple H à WrestleMania XXIV. Triple H était l'arbitre spécial. Cena remporte le match en exécutant son FU, le match de WrestleMania devenant alors un triple threat match. Triple H a effectué un Pedigree sur Orton et Cena. À WrestleMania, Orton a battu Cena et Triple H et conserve donc son WWE Championship.
Dans ce même épisode, Big Show a demandé un match à WrestleMania contre Floyd Mayweather, ce dernier a accepté. À WrestleMania, Mayweather gagne le match qui était un No-DQ match.
La rivalité entre Rey Mysterio et Edge a pris fin lors du Smackdown du 22 février, quand Mysterio annonça qu'il avait besoin d'une opération chirurgicale. Edge est alors entré en rivalité contre Undertaker. Les deux hommes se sont affrontés lors des WrestleMania, match gagné par le Deadman menant sa Streak à 16 victoires - 0 défaites.

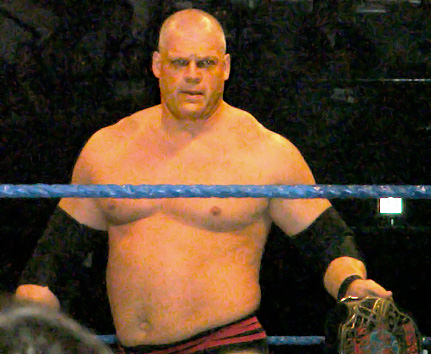
A WrestleMania, Kane remporte le championnat de la ECW en 8 secondes.

Le 25 février, à RAW, Ric Flair, qui sera intronisé au WWE Hall of Fame lors de WrestleMania XXIV, a demandé un match pour le show des shows contre Shawn Michaels. Michaels a accepté avec réticence, sachant que si Flair venait à perdre, il devait prendre sa retraite,. Flair a déclaré que ça serait un honneur pour lui de prendre sa retraite des mains de Michaels. À WrestleMania, HBK défait Flair, celui-ci prend donc sa retraite.
Un triple threat match a été organisé à la ECW où le gagnant serait l'aspirant no 1 au titre, entre CM Punk, Elijah Burke et Shelton Benjamin. Punk remporte le match. Le 4 mars, Punk perd contre Chavo Guerrero. Cependant, ce dernier a perdu le titre contre Kane à WrestleMania, en 8 secondes.